# MS 1512-cB58
 (janvier 2024).
MS 1512-cB58 est une galaxie de la constellation de Bouvier. 
Il s'agit d'une galaxie à sursauts de formation d'étoiles qui subit une forte lentille gravitationnelle, grossissant sa taille apparente de 30 à 50 fois,.